# مایکل فرد
مایکل فرد (انگلیسی: Michael Frede; ۳۱ مهٔ ۱۹۴۰ – ۱۱ اوت ۲۰۰۷) فیلسوف، و استاد دانشگاه اهل آلمان بود. محقق برجسته فلسفه دوران باستان بود که توسط دیلی تلگراف به عنوان «یکی از مهم‌ترین و ماجراجوترین محققان فلسفه باستان» در دوران اخیر توصیف شد.
وی همچنین برندهٔ جوایزی همچون کمک‌هزینه گوگنهایم شده‌است.

## تحصیلات و شغل
فرد در سال ۱۹۶۶ دکترای خود را در دانشگاه گوتینگن دریافت کرد و از سال ۱۹۶۶ تا ۱۹۷۱ به عنوان دستیار (دستیار Wissenchaftlicher) در آنجا کار کرد.
او به عنوان استادیار (۱۹۷۱) به هیئت علمی گروه فلسفه در دانشگاه کالیفرنیا، برکلی پیوست و به سرعت به مقام استادی کامل رسید. از سال ۱۹۷۶ تا ۱۹۹۱، او استاد گروه فلسفه دانشگاه پرینستون بود.
او در سال ۱۹۹۱ به اروپا بازگشت و کرسی تاریخ فلسفه در دانشگاه آکسفورد را بر عهده گرفت. در ۱۹۹۷–۱۹۹۷ او به برکلی بازگشت تا در مورد اراده آزاد یا اختیار به عنوان هشتاد و چهارمین استاد مدعو ادبیات کلاسیک سخنرانی کند. کتاب حاصل پس از مرگ منتشر شد.[۵] او در سال ۲۰۰۵ از آکسفورد بازنشسته شد و در آتن  یونان زندگی کرد تا اینکه در یک حادثه غرق شدن در سال ۲۰۰۷ درگذشت.
او عضو آکادمی علوم گوتینگن و عضو آکادمی بریتانیا (انتخاب ۱۹۹۴)  و آکادمی علوم و هنر آمریکا بود.

## آثار
- توحید بت‌پرستی در اواخر باستان (ویرایش مشترک با پولیمنیا آتاناسیادی)